# Músicos maestros de Jajouka
Los Músicos Maestros de Jajouka son un grupo de músicos originarios de Marruecos. Su estilo entra en la heterogénea categoría denominada World Music, más concretamente en la tradición de la mística musical sufí, aunque los ritmos y el estilo sean bereberes.
La música sufí tiene en Marruecos y los países del norte de África un amplio y diverso abanico de estilos ligados a etnias y/o cofradías, como las músicas chaabi y gnawa, y el malhun de estilo andalusí.

## Historia
Jajouka (Joujouka/جوجوكة o Zahjouka/جهجوكة), de donde provienen los músicos, es un pequeño aduar tribal situado en las montañas de Ahl-Srif, al sureste del Rif. En él se encuentra el morabito de Sidi Ahmed Sheik, santón y sanador persa que predicó su islam en   el emirato andaluz y Marruecos hacía  el 800 d.c. Es en su honor y para participar de su baraka y poder de sanación que se celebran estas ceremonias de música y canto orientados al trance las noches de luna llena coincidentes con la festividad de Aid al-kabir (fiesta del sacrifioco o del cordero).
Sin embargo, las características de estos rituales: preliminares en una cueva, música y baile catárticos, consumo de sustancias psicoactivas, bailarines cubiertos de pieles de cabra recién sacrificadas; a pesar de ser alternados con cánticos en honor del profeta y Alá, permiten suponer un origen preislámico, incluso neolítico y ligado al culto del dios cabra mediterráneo,  Sátiro/Pan/Baphomet, asimilado a los djinn islámicos.

"música salvaje, jóvenes bailarines, mucho kif, toda la noche de fiesta sin dormir"/Brian Jones

La ceremonia, o el bailarín cubierto de pieles de cabra o su danza, reciben el nombre de Bou Jeloud(Padre de las Pieles)/Ritual de Pan.  La celebración dura siete días ininterrumpidos durante los cuales el danzante no deja de bailar.  En ocasiones y no muy atrás en el tiempo, el bailarín era inducido mediante el trance a bailar hasta la muerte o moría posteriormente a consecuencia del esfuerzo, siendo honrado por su sacrificio.  Cabe señalar que los dioses cornudos (y las cuevas) están relacionados con el inframundo en todas las religiones, incluida la cristiana.
Son, pues, el sincretismo religioso y en especial la exacerbada rítmica musical,  los que determinan la singularidad de esta ceremonia ritual.
Los músicos y bailarines son siempre hombres, transmitiéndose de padres a hijos a través de las generaciones la condición de ejecutante o maestro, malimin, de cada instrumento. Su condición de músicos reales de los sultanes de Marruecos para los que actuaban en bodas y fiestas, les liberó de trabajos manuales básicos, debiendo ser sus necesidades materiales cubiertas por la tribu.
Los Músicos Maestros de Jajouka le fueron descubiertos al pintor y poeta Brion Gysin a finales de la década de los 50 por sus amigos los escritores Mohamed Hamri, señalado pintor; y Paul Bowles,  también compositor;

"Lo que se sobre música árabe lo aprendí con el libro un cura español"/Paul Bowles

actuando por primera vez para un público occidental en el restaurante "Las mil y una noches" que Gysin y Hamri abrieron en 1959 y durante un no muy extenso periodo en Tánger. Allí o en el palacio de Bowles en Tánger o en su aduar, fueron escuchados por, entre otros muchos y no todos famosos:
Jane Bowles, Jack Kerouac, William S. Burroughs,
```

```

"The master musicians of Jajouka are a 4.000 year old rock band"/William S. Burroughs

y por  Brian Jones (primer músico occidental en grabar con los maestros músicos, recordado en Jajouka como Brahim Jones) en 1968... extendiendo estos su fama entre las muchas celebridades que de todos los ámbitos de la cultura pasaron por Tánger en esa década y posteriores: Gore Vidal, Rolling Stones, Jean Genet, Truman Capote, Jimmy Hendrix, Tennessee Williams, Timothy Leary, Allen Ginsberg, Neal Cassady, Anita Ekberg; sin olvidarnos de mencionar a los residentes Emilio Sanz de Soto, Juan Goytisolo, Eduardo Haro Tecglen o Mohammed Chukri.

## Interacciones
En el presente los músicos de Jajouka están organizados en dos formaciones diferentes:
- The Master Musicians of Joujouka, algunos de cuyos álbumes han sido producidos por Frank Rynne,[6] y

- The Master Musicians of Jajouka led by Bachir Attar

El padre de Bachir Attar (al margen y en paralelo de líder y promotor de "The Master Musicians of Jajouka", solista y compositor)  fue amigo de Brion Gysin y Brian Jones,  pero este dato no concede mayor autenticidad a un grupo en detrimento del otro, promocionado posteriormente por Peter Gabriel. El repertorio que ejecutan es el mismo, atribuyéndose la composición de los temas al  santón/discípulos; viniendo su ejecución determinada por el uso tradicional. Si se han compuesto nuevas letras para los cánticos, como la dedicada a Brian Jones:

"Ah Brahim Jones 

Jajouka rolling stone

ah Brahim Jones

Jajouka really stoned."

Una u otra formación, o sus miembros (o sus padres y familiares en diversos grados antes de integrarse, o no, en una de ellas),  han participado en múltiples grabaciones con músicos occidentales de muy diferentes estilos desde los años 60 del siglo XX hasta hoy. Brian Jones con su álbum de  1968 "Brian Jones presents The Pipes Of Pan At Joujouka" (reeditado por Philip Glass en 1995) debe ser considerado el pilar básico de las futuras colaboraciones que continuaron con Ornette Coleman,   con quien grabaron varios temas para el álbum "Horizon 21"  en 1973, iniciando así una prolongada relación que todavía continua.
Interpretan con los Rolling Stones la  canción "Continental Drift"  del álbum  "Steel Wheels", de 1989; y graban con producción de Talvin Singh "The Master Musicians of Jajouka Featuring Bachir Attar" en el año 2000, trabajo con el que se aventuran en el trance,  drum & bass y otros ritmos electrónicos ("Joujouka" es el nombre del grupo japonés de trance sicódelico liderado por el dj Tsuyoshi Suzuki). Experimentan en el territorio del  dub  en el 2011  con "Jajuoka Sound System" que reúne a Dub Gabriel con Bachir Attar. Finalizaremos este resumen incompleto señalando su colaboración con Jane's Adiction:  "The Great Escape Artist", 2011; y con Afro Celt Sound System, "Volume 2: Release", en el  2012.
Las colaboraciones en vivo con otros músicos como Marianne Faithfull, The Klezmatics, Donovan

and they have been joined in concert by the Klezmatics(1996) and Donovan, the recently resurrected 1960s psychedelicist...
 Moroccan Music and Euro-American Imagination/Philip Schuyler/Universidad de California

Robin Rimbaud/aka Scanner, Patty Smith, Yoko Ono o Uri Caine y muchos otros además de los ya mencionados son una constante en la trayectoria de ambos grupos. La influencia de su sonido en otros músicos así como los textos sobre ellos, exposiciones, películas o documentales, etc., han sido igualmente numerosas:
En "Sympathy for the Devil", dirigida por Jean-Luc Godard en 1968 se ve a  Charlie Watts tocando los tambores durante un festival en Jajouka.  Jimmy Page de Led Zeppelin residía en Tánger durante la grabación de  Led Zeppelin III en 1970; Lee Ranaldo de (Sonic Youth) escribió para la revista Wire el artículo  "Into The Mystic" sobre su experiencia en Jajouka en 1996. El crítico del New York Times, Robert Palmer (escritor) les dedicó numerosos artículos y su hija Augusta Palmer dirigió en el 2007  el film "The Hand of Fatima", en él que participa el poeta  John Giorno, que documenta la relación entre su padre y el grupo musical Master Musicians of Jajouka.
Bachir Attar participó con Elliott Sharp  en la exposición de artefactos sonoros "Volume, Bed of Sound"  del MOMA P.S.1/2001.
En el ámbito del cine comercial han participado bien sea en la banda sonora y/o actuando en, sin ser exhaustivos:
"Made in America"/Richard Benjamin/1985, "El cielo protector"/Bernardo Bertolucci/1990; "El almuerzo desnudo"/David Cronenberg/1991 y "Perdido en la traducción"/Sofia Coppola/1994.
En otro orden de sucesos, señalaremos que en 1999 el consulado español de Tánger denegó el visado a los componentes del grupo "The Master Musicians of Jajouka led by Bachir Attar", tratándoles como si fueran inmigrantes y motivando que este grupo renunciara a actuar en España en el futuro.
Ambas formaciones son habituales de numerosos festivales de casi cualquier tipo de música:

## Música e instrumentos
Los instrumentos que utilizan los Músicos maestros de Jajouka son los propios de la música norteafricana y árabe en general, siendo la rhaita/ghaita/lira, que particulariza su sonido, una flauta u oboe primitivo, similar al mizmar árabe o al turco zurna;  se la ha denominado, erróneamente, Flauta de Pan. La acompañan la djarbouga o darbuka: tambor cerámico de tamaño medio con parche de piel de cabra; y el tebel:  pequeño tambor doble que marca los ritmos. Las cuerdas vienen representadas por el gimbri: también llamado sintir, más rudimentario que un laúd; y la kamanja:    instrumento de cuerda y arco predecesor del violon.
Los ritmos rápidos y reiterativos de tonalidad estridente, sobreponiéndose unos instrumentos con otros, caracterizan las interpretaciones. Así mismo los vocalistas utilizan un tono forzado, mimético del balido de una cabra.

### Audiovisuales
- Billy Corgan comments on Master Musicians of Joujouka
- Brian Jones presents The Pipes of Pan at Jajouka: Take Me With You My Darling, Take Me With You
- Master Musicians of Jajouka - Apocalypse Across the Sky
- JOUJOUKA INTERZONE - Master Musicians of Joujouka
- The Hand of Fatima Trailer
- Jajouka Sound System - Salahadeen

### Selección discográfica
- Brian Jones Presents: The Pipes of Pan at Jajouka
- The Master Musicians of Joujouka: Joujouka Black Eyes Sub rosa
- The Master Musicians of Joujouka: Boujeloud. Pop Matters. Sole, Deanne
- The Master Musicians of Jajouka led by Bachir Attar: Apocalypse Across the Sky
- Talvin Singh & The Master Musicians Of Jajouka Feat. Bachir Attar

- Datos: Q12185185